# Поль Леві
Поль Пьєр Леві (фр. Paul Pierre Lévy, 15 вересня 1886, Париж — 15 грудня 1971, Париж) — видатний французький математик; член Паризької АН (1964); з 1920 професор Політехнічної школи в Парижі; основоположник (1934) загальних граничних теорем (канонічне представлення Леві — Хінчина) і теорії випадкових процесів в теорії імовірності; основні праці Леві з теорії імовірності, функціонального аналізу, теорії функцій  і механіки.

## Ланки
- Rama Cont: Paul Lévy: a biography (англ.)
- Gérard P. Michon: Paul Lévy and Functional Analysis (англ.)
- Поль Леві(англ.) у проєкті «Математична генеалогія».
- Джон Дж. О'Коннор та Едмунд Ф. Робертсон. Поль Леві в архіві MacTutor (англ.)